# Liste des coureurs du Tour de France 2019
Cet article dresse la liste des coureurs du Tour de France 2019. Les 176 coureurs sont répartis en 22 équipes.

## Liste des participants
| Légende                             | Légende                                                                                         | Légende                                | Légende                                                                                                  |
| ----------------------------------- | ----------------------------------------------------------------------------------------------- | -------------------------------------- | --- |
| Num                                 | Dossard de départ porté par le coureur sur ce Tour de France                                    | Pos                                    | Position finale au classement général                                                                    |
| Leader du classement général        | Indique le vainqueur du classement général                                                      | Leader du classement par points        | Indique le vainqueur du classement par points                                                            |
| Leader du classement de la montagne | Indique le vainqueur du classement de la montagne                                               | Leader du classement du meilleur jeune | Indique le vainqueur du classement du meilleur jeune                                                     |
| Meilleure équipe                    | Indique la meilleure équipe                                                                     | Super combatif                         | Indique le super combatif                                                                                |
|                                     | Indique un maillot de champion national ou mondial, suivi de sa spécialité                      | NP                                     | Indique un coureur qui n'a pas pris le départ d'une étape, suivi du numéro de l'étape où il s'est retiré |
| AB                                  | Indique un coureur qui n'a pas terminé une étape, suivi du numéro de l'étape où il s'est retiré | HD                                     | Indique un coureur qui a terminé une étape hors des délais, suivi du numéro de l'étape                   |
| EX                                  | Coureur exclu pour non-respect du règlement, suivi du numéro de l'étape                         | *                                      | Indique un coureur en lice pour le classement du meilleur jeune (coureurs nés après le 1er janvier 1994) |

| Team Ineos INS | Team Ineos INS                      | Team Ineos INS |
| -------------- | ----------------------------------- | -------------- |
| Num            | Coureur                             | Pos            |
| 1              | Geraint Thomas (GBR)                | 2e             |
| 2              | Egan Bernal (COL)                   | 1er            |
| 3              | Jonathan Castroviejo (ESP) (chrono) | 50e            |
| 4              | Michał Kwiatkowski (POL)            | 83e            |
| 5              | Gianni Moscon (ITA)                 | 84e            |
| 6              | Wout Poels (NED)                    | 26e            |
| 7              | Luke Rowe (GBR)                     | DQ-17          |
| 8              | Dylan van Baarle (NED)              | 46e            |

| Bora-Hansgrohe BOH | Bora-Hansgrohe BOH                  | Bora-Hansgrohe BOH |
| ------------------ | ----------------------------------- | ------------------ |
| Num                | Coureur                             | Pos                |
| 11                 | Peter Sagan (SVK)                   | 82e                |
| 12                 | Emanuel Buchmann (GER)              | 4e                 |
| 13                 | Marcus Burghardt (GER)              | 141e               |
| 14                 | Patrick Konrad (AUT) (route)        | 35e                |
| 15                 | Gregor Mühlberger (AUT)             | 25e                |
| 16                 | Daniel Oss (ITA)                    | 89e                |
| 17                 | Lukas Pöstlberger (AUT)             | NP-18              |
| 18                 | Maximilian Schachmann (GER) (route) | NP-14              |

| Deceuninck-Quick Step DQT | Deceuninck-Quick Step DQT         | Deceuninck-Quick Step DQT |
| ------------------------- | --------------------------------- | ------------------------- |
| Num                       | Coureur                           | Pos                       |
| 21                        | Julian Alaphilippe (FRA)          | 5e                        |
| 22                        | Kasper Asgreen (DEN) (chrono)     | 122e                      |
| 23                        | Dries Devenyns (BEL)              | 97e                       |
| 24                        | Yves Lampaert (BEL)               | 133e                      |
| 25                        | Enric Mas (ESP)                   | 22e                       |
| 26                        | Michael Mørkøv (DEN) (route)      | 152e                      |
| 27                        | Maximiliano Richeze (ARG) (route) | 149e                      |
| 28                        | Elia Viviani (ITA)                | 130e                      |

| AG2R La Mondiale ALM | AG2R La Mondiale ALM    | AG2R La Mondiale ALM |
| -------------------- | ----------------------- | -------------------- |
| Num                  | Coureur                 | Pos                  |
| 31                   | Romain Bardet (FRA)     | 15e                  |
| 32                   | Mikaël Cherel (FRA)     | 34e                  |
| 33                   | Benoît Cosnefroy (FRA)  | 113e                 |
| 34                   | Mathias Frank (SUI)     | 48e                  |
| 35                   | Tony Gallopin (FRA)     | 56e                  |
| 36                   | Alexis Gougeard (FRA)   | 115e                 |
| 37                   | Oliver Naesen (BEL)     | 68e                  |
| 38                   | Alexis Vuillermoz (FRA) | 41e                  |

| Bahrain-Merida TBM | Bahrain-Merida TBM          | Bahrain-Merida TBM |
| ------------------ | --------------------------- | ------------------ |
| Num                | Coureur                     | Pos                |
| 41                 | Vincenzo Nibali (ITA)       | 39e                |
| 42                 | Damiano Caruso (ITA)        | 58e                |
| 43                 | Sonny Colbrelli (ITA)       | 85e                |
| 44                 | Rohan Dennis (AUS) (chrono) | AB-12              |
| 45                 | Iván García Cortina (ESP)   | 114e               |
| 46                 | Matej Mohorič (SLO)         | 119e               |
| 47                 | Dylan Teuns (BEL)           | 44e                |
| 48                 | Jan Tratnik (SLO)           | 93e                |

| Groupama-FDJ GFC | Groupama-FDJ GFC                    | Groupama-FDJ GFC |
| ---------------- | ----------------------------------- | ---------------- |
| Num              | Coureur                             | Pos              |
| 51               | Thibaut Pinot (FRA)                 | AB-19            |
| 52               | William Bonnet (FRA)                | 143e             |
| 53               | David Gaudu (FRA)                   | 13e              |
| 54               | Stefan Küng (SUI) (chrono)          | 96e              |
| 55               | Matthieu Ladagnous (FRA)            | 126e             |
| 56               | Rudy Molard (FRA)                   | 33e              |
| 57               | Sébastien Reichenbach (SUI) (route) | 17e              |
| 58               | Anthony Roux (FRA)                  | 102e             |

| Movistar Team MOV | Movistar Team MOV                | Movistar Team MOV |
| ----------------- | -------------------------------- | ----------------- |
| Num               | Coureur                          | Pos               |
| 61                | Nairo Quintana (COL)             | 8e                |
| 62                | Alejandro Valverde (ESP) (route) | 9e                |
| 63                | Andrey Amador (CRC)              | 55e               |
| 64                | Imanol Erviti (ESP)              | 99e               |
| 65                | Mikel Landa (ESP)                | 6e                |
| 66                | Nélson Oliveira (POR)            | 79e               |
| 67                | Marc Soler (ESP)                 | 37e               |
| 68                | Carlos Verona (ESP)              | 105e              |

| Astana AST | Astana AST                              | Astana AST |
| ---------- | --------------------------------------- | ---------- |
| Num        | Coureur                                 | Pos        |
| 71         | Jakob Fuglsang (DEN)                    | AB-16      |
| 72         | Pello Bilbao (ESP)                      | 54e        |
| 73         | Omar Fraile (ESP)                       | 71e        |
| 74         | Hugo Houle (CAN)                        | 91e        |
| 75         | Gorka Izagirre (ESP)                    | 42e        |
| 76         | Alexey Lutsenko (KAZ) (route et chrono) | 19e        |
| 77         | Magnus Cort Nielsen (DEN)               | 104e       |
| 78         | Luis León Sánchez (ESP)                 | NP-17      |

| Team Jumbo-Visma TJV | Team Jumbo-Visma TJV                | Team Jumbo-Visma TJV |
| -------------------- | ----------------------------------- | -------------------- |
| Num                  | Coureur                             | Pos                  |
| 81                   | Steven Kruijswijk (NED)             | 3e                   |
| 82                   | George Bennett (NZL)                | 24e                  |
| 83                   | Laurens De Plus (BEL)               | 23e                  |
| 84                   | Dylan Groenewegen (NED)             | 145e                 |
| 85                   | Amund Grøndahl Jansen (NOR) (route) | 140e                 |
| 86                   | Tony Martin (GER) (chrono)          | DQ-17                |
| 87                   | Mike Teunissen (NED)                | 101e                 |
| 88                   | Wout van Aert (BEL) (chrono)        | AB-13                |

| EF Education First EF1 | EF Education First EF1    | EF Education First EF1 |
| ---------------------- | ------------------------- | ---------------------- |
| Num                    | Coureur                   | Pos                    |
| 91                     | Rigoberto Urán (COL)      | 7e                     |
| 92                     | Alberto Bettiol (ITA)     | 69e                    |
| 93                     | Simon Clarke (AUS)        | 61e                    |
| 94                     | Tanel Kangert (EST)       | 27e                    |
| 95                     | Sebastian Langeveld (NED) | 155e                   |
| 96                     | Thomas Scully (NZL)       | 135e                   |
| 97                     | Tejay van Garderen (USA)  | NP-8                   |
| 98                     | Michael Woods (CAN)       | 32e                    |

| Mitchelton-Scott MTS | Mitchelton-Scott MTS                | Mitchelton-Scott MTS |
| -------------------- | ----------------------------------- | -------------------- |
| Num                  | Coureur                             | Pos                  |
| 101                  | Adam Yates (GBR)                    | 29e                  |
| 102                  | Luke Durbridge (AUS) (chrono)       | 109e                 |
| 103                  | Jack Haig (AUS)                     | 38e                  |
| 104                  | Michael Hepburn (AUS)               | 146e                 |
| 105                  | Daryl Impey (RSA) (route et chrono) | 72e                  |
| 106                  | Christopher Juul Jensen (DEN)       | 112e                 |
| 107                  | Matteo Trentin (ITA) (route)        | 52e                  |
| 108                  | Simon Yates (GBR)                   | 49e                  |

| CCC Team CCC | CCC Team CCC                 | CCC Team CCC |
| ------------ | ---------------------------- | ------------ |
| Num          | Coureur                      | Pos          |
| 111          | Greg Van Avermaet (BEL)      | 36e          |
| 112          | Patrick Bevin (NZL) (chrono) | NP-6         |
| 113          | Alessandro De Marchi (ITA)   | AB-9         |
| 114          | Simon Geschke (GER)          | 63e          |
| 115          | Serge Pauwels (BEL)          | 77e          |
| 116          | Joey Rosskopf (USA)          | 73e          |
| 117          | Michael Schär (SUI)          | 70e          |
| 118          | Łukasz Wiśniowski (POL)      | 127e         |

| UAE Team Emirates UAD | UAE Team Emirates UAD      | UAE Team Emirates UAD |
| --------------------- | -------------------------- | --------------------- |
| Num                   | Coureur                    | Pos                   |
| 121                   | Dan Martin (IRL)           | 18e                   |
| 122                   | Fabio Aru (ITA)            | 14e                   |
| 123                   | Sven Erik Bystrøm (NOR)    | 110e                  |
| 124                   | Rui Costa (POR)            | 53e                   |
| 125                   | Sergio Henao (COL)         | 47e                   |
| 126                   | Alexander Kristoff (NOR)   | 139e                  |
| 127                   | Vegard Stake Laengen (NOR) | 107e                  |
| 128                   | Jasper Philipsen (BEL)     | NP-12                 |

| Trek-Segafredo TFS | Trek-Segafredo TFS          | Trek-Segafredo TFS |
| ------------------ | --------------------------- | ------------------ |
| Num                | Coureur                     | Pos                |
| 131                | Richie Porte (AUS)          | 11e                |
| 132                | Julien Bernard (FRA)        | 30e                |
| 133                | Giulio Ciccone (ITA)        | 31e                |
| 134                | Koen de Kort (NED)          | 125e               |
| 135                | Fabio Felline (ITA)         | 65e                |
| 136                | Bauke Mollema (NED)         | 28e                |
| 137                | Toms Skujiņš (LAT) (chrono) | 81e                |
| 138                | Jasper Stuyven (BEL)        | 43e                |

| Team Sunweb SUN | Team Sunweb SUN            | Team Sunweb SUN |
| --------------- | -------------------------- | --------------- |
| Num             | Coureur                    | Pos             |
| 141             | Michael Matthews (AUS)     | 67e             |
| 142             | Nikias Arndt (GER)         | 116e            |
| 143             | Cees Bol (NED)             | NP-17           |
| 144             | Chad Haga (USA)            | 134e            |
| 145             | Lennard Kämna (GER)        | 40e             |
| 146             | Wilco Kelderman (NED)      | NP-16           |
| 147             | Søren Kragh Andersen (DEN) | NP-18           |
| 148             | Nicolas Roche (IRL)        | 45e             |

| Cofidis, Solutions Crédits COF | Cofidis, Solutions Crédits COF | Cofidis, Solutions Crédits COF |
| ------------------------------ | ------------------------------ | ------------------------------ |
| Num                            | Coureur                        | Pos                            |
| 151                            | Christophe Laporte (FRA)       | AB-8                           |
| 152                            | Natnael Berhane (ERI) (route)  | 86e                            |
| 153                            | Nicolas Edet (FRA)             | AB-6                           |
| 154                            | Jesús Herrada (ESP)            | 20e                            |
| 155                            | Anthony Perez (FRA)            | 87e                            |
| 156                            | Pierre-Luc Périchon (FRA)      | 57e                            |
| 157                            | Stéphane Rossetto (FRA)        | 100e                           |
| 158                            | Julien Simon (FRA)             | 108e                           |

| Lotto-Soudal LTS | Lotto-Soudal LTS      | Lotto-Soudal LTS |
| ---------------- | --------------------- | ---------------- |
| Num              | Coureur               | Pos              |
| 161              | Caleb Ewan (AUS)      | 132e             |
| 162              | Tiesj Benoot (BEL)    | 59e              |
| 163              | Jasper De Buyst (BEL) | 118e             |
| 164              | Thomas De Gendt (BEL) | 60e              |
| 165              | Jens Keukeleire (BEL) | 98e              |
| 166              | Roger Kluge (GER)     | 150e             |
| 167              | Maxime Monfort (BEL)  | 142e             |
| 168              | Tim Wellens (BEL)     | 94e              |

| Total Direct Énergie TDE | Total Direct Énergie TDE     | Total Direct Énergie TDE |
| ------------------------ | ---------------------------- | ------------------------ |
| Num                      | Coureur                      | Pos                      |
| 171                      | Lilian Calmejane (FRA)       | 106e                     |
| 172                      | Niccolò Bonifazio (ITA)      | 137e                     |
| 173                      | Fabien Grellier (FRA)        | 121e                     |
| 174                      | Paul Ourselin (FRA)          | 95e                      |
| 175                      | Romain Sicard (FRA)          | 80e                      |
| 176                      | Rein Taaramäe (EST) (chrono) | 66e                      |
| 177                      | Niki Terpstra (NED)          | AB-11                    |
| 178                      | Anthony Turgis (FRA)         | 131e                     |

| Katusha-Alpecin TKA | Katusha-Alpecin TKA           | Katusha-Alpecin TKA |
| ------------------- | ----------------------------- | ------------------- |
| Num                 | Coureur                       | Pos                 |
| 181                 | Ilnur Zakarin (RUS)           | 51e                 |
| 182                 | Jens Debusschere (BEL)        | 153e                |
| 183                 | Alex Dowsett (GBR) (chrono)   | 151e                |
| 184                 | José Gonçalves (POR) (chrono) | 128e                |
| 185                 | Marco Haller (AUT)            | 148e                |
| 186                 | Nils Politt (GER)             | 64e                 |
| 187                 | Mads Würtz Schmidt (DEN)      | 117e                |
| 188                 | Rick Zabel (GER)              | NP-11               |

| Wanty-Gobert WGG | Wanty-Gobert WGG           | Wanty-Gobert WGG |
| ---------------- | -------------------------- | ---------------- |
| Num              | Coureur                    | Pos              |
| 191              | Guillaume Martin (FRA)     | 12e              |
| 192              | Frederik Backaert (BEL)    | 120e             |
| 193              | Aimé De Gendt (BEL)        | 136e             |
| 194              | Odd Christian Eiking (NOR) | 111e             |
| 195              | Xandro Meurisse (BEL)      | 21e              |
| 196              | Yoann Offredo (FRA)        | 154e             |
| 197              | Andrea Pasqualon (ITA)     | 88e              |
| 198              | Kévin Van Melsen (BEL)     | 138e             |

| Dimension Data TDD | Dimension Data TDD                | Dimension Data TDD |
| ------------------ | --------------------------------- | ------------------ |
| Num                | Coureur                           | Pos                |
| 201                | Edvald Boasson Hagen (NOR)        | 76e                |
| 202                | Lars Bak (DEN)                    | 147e               |
| 203                | Steve Cummings (GBR)              | 129e               |
| 204                | Reinardt Janse van Rensburg (RSA) | 124e               |
| 205                | Benjamin King (USA)               | 62e                |
| 206                | Roman Kreuziger (CZE)             | 16e                |
| 207                | Giacomo Nizzolo (ITA)             | AB-12              |
| 208                | Michael Valgren (DEN)             | 75e                |

| Arkéa-Samsic PCB | Arkéa-Samsic PCB             | Arkéa-Samsic PCB |
| ---------------- | ---------------------------- | ---------------- |
| Num              | Coureur                      | Pos              |
| 211              | Warren Barguil (FRA) (route) | 10e              |
| 212              | Maxime Bouet (FRA)           | 74e              |
| 213              | Anthony Delaplace (FRA)      | 90e              |
| 214              | Élie Gesbert (FRA)           | 78e              |
| 215              | André Greipel (GER)          | 144e             |
| 216              | Kévin Ledanois (FRA)         | 103e             |
| 217              | Amaël Moinard (FRA)          | 92e              |
| 218              | Florian Vachon (FRA)         | 123e             |

| Team Ineos INS | Team Ineos INS                      | Team Ineos INS |
| -------------- | ----------------------------------- | -------------- |
| Num            | Coureur                             | Pos            |
| 1              | Geraint Thomas (GBR)                | 2e             |
| 2              | Egan Bernal (COL)                   | 1er            |
| 3              | Jonathan Castroviejo (ESP) (chrono) | 50e            |
| 4              | Michał Kwiatkowski (POL)            | 83e            |
| 5              | Gianni Moscon (ITA)                 | 84e            |
| 6              | Wout Poels (NED)                    | 26e            |
| 7              | Luke Rowe (GBR)                     | DQ-17          |
| 8              | Dylan van Baarle (NED)              | 46e            |

| Bora-Hansgrohe BOH | Bora-Hansgrohe BOH                  | Bora-Hansgrohe BOH |
| ------------------ | ----------------------------------- | ------------------ |
| Num                | Coureur                             | Pos                |
| 11                 | Peter Sagan (SVK)                   | 82e                |
| 12                 | Emanuel Buchmann (GER)              | 4e                 |
| 13                 | Marcus Burghardt (GER)              | 141e               |
| 14                 | Patrick Konrad (AUT) (route)        | 35e                |
| 15                 | Gregor Mühlberger (AUT)             | 25e                |
| 16                 | Daniel Oss (ITA)                    | 89e                |
| 17                 | Lukas Pöstlberger (AUT)             | NP-18              |
| 18                 | Maximilian Schachmann (GER) (route) | NP-14              |

| Deceuninck-Quick Step DQT | Deceuninck-Quick Step DQT         | Deceuninck-Quick Step DQT |
| ------------------------- | --------------------------------- | ------------------------- |
| Num                       | Coureur                           | Pos                       |
| 21                        | Julian Alaphilippe (FRA)          | 5e                        |
| 22                        | Kasper Asgreen (DEN) (chrono)     | 122e                      |
| 23                        | Dries Devenyns (BEL)              | 97e                       |
| 24                        | Yves Lampaert (BEL)               | 133e                      |
| 25                        | Enric Mas (ESP)                   | 22e                       |
| 26                        | Michael Mørkøv (DEN) (route)      | 152e                      |
| 27                        | Maximiliano Richeze (ARG) (route) | 149e                      |
| 28                        | Elia Viviani (ITA)                | 130e                      |

| AG2R La Mondiale ALM | AG2R La Mondiale ALM    | AG2R La Mondiale ALM |
| -------------------- | ----------------------- | -------------------- |
| Num                  | Coureur                 | Pos                  |
| 31                   | Romain Bardet (FRA)     | 15e                  |
| 32                   | Mikaël Cherel (FRA)     | 34e                  |
| 33                   | Benoît Cosnefroy (FRA)  | 113e                 |
| 34                   | Mathias Frank (SUI)     | 48e                  |
| 35                   | Tony Gallopin (FRA)     | 56e                  |
| 36                   | Alexis Gougeard (FRA)   | 115e                 |
| 37                   | Oliver Naesen (BEL)     | 68e                  |
| 38                   | Alexis Vuillermoz (FRA) | 41e                  |

| Bahrain-Merida TBM | Bahrain-Merida TBM          | Bahrain-Merida TBM |
| ------------------ | --------------------------- | ------------------ |
| Num                | Coureur                     | Pos                |
| 41                 | Vincenzo Nibali (ITA)       | 39e                |
| 42                 | Damiano Caruso (ITA)        | 58e                |
| 43                 | Sonny Colbrelli (ITA)       | 85e                |
| 44                 | Rohan Dennis (AUS) (chrono) | AB-12              |
| 45                 | Iván García Cortina (ESP)   | 114e               |
| 46                 | Matej Mohorič (SLO)         | 119e               |
| 47                 | Dylan Teuns (BEL)           | 44e                |
| 48                 | Jan Tratnik (SLO)           | 93e                |

| Groupama-FDJ GFC | Groupama-FDJ GFC                    | Groupama-FDJ GFC |
| ---------------- | ----------------------------------- | ---------------- |
| Num              | Coureur                             | Pos              |
| 51               | Thibaut Pinot (FRA)                 | AB-19            |
| 52               | William Bonnet (FRA)                | 143e             |
| 53               | David Gaudu (FRA)                   | 13e              |
| 54               | Stefan Küng (SUI) (chrono)          | 96e              |
| 55               | Matthieu Ladagnous (FRA)            | 126e             |
| 56               | Rudy Molard (FRA)                   | 33e              |
| 57               | Sébastien Reichenbach (SUI) (route) | 17e              |
| 58               | Anthony Roux (FRA)                  | 102e             |

| Movistar Team MOV | Movistar Team MOV                | Movistar Team MOV |
| ----------------- | -------------------------------- | ----------------- |
| Num               | Coureur                          | Pos               |
| 61                | Nairo Quintana (COL)             | 8e                |
| 62                | Alejandro Valverde (ESP) (route) | 9e                |
| 63                | Andrey Amador (CRC)              | 55e               |
| 64                | Imanol Erviti (ESP)              | 99e               |
| 65                | Mikel Landa (ESP)                | 6e                |
| 66                | Nélson Oliveira (POR)            | 79e               |
| 67                | Marc Soler (ESP)                 | 37e               |
| 68                | Carlos Verona (ESP)              | 105e              |

| Astana AST | Astana AST                              | Astana AST |
| ---------- | --------------------------------------- | ---------- |
| Num        | Coureur                                 | Pos        |
| 71         | Jakob Fuglsang (DEN)                    | AB-16      |
| 72         | Pello Bilbao (ESP)                      | 54e        |
| 73         | Omar Fraile (ESP)                       | 71e        |
| 74         | Hugo Houle (CAN)                        | 91e        |
| 75         | Gorka Izagirre (ESP)                    | 42e        |
| 76         | Alexey Lutsenko (KAZ) (route et chrono) | 19e        |
| 77         | Magnus Cort Nielsen (DEN)               | 104e       |
| 78         | Luis León Sánchez (ESP)                 | NP-17      |

| Team Jumbo-Visma TJV | Team Jumbo-Visma TJV                | Team Jumbo-Visma TJV |
| -------------------- | ----------------------------------- | -------------------- |
| Num                  | Coureur                             | Pos                  |
| 81                   | Steven Kruijswijk (NED)             | 3e                   |
| 82                   | George Bennett (NZL)                | 24e                  |
| 83                   | Laurens De Plus (BEL)               | 23e                  |
| 84                   | Dylan Groenewegen (NED)             | 145e                 |
| 85                   | Amund Grøndahl Jansen (NOR) (route) | 140e                 |
| 86                   | Tony Martin (GER) (chrono)          | DQ-17                |
| 87                   | Mike Teunissen (NED)                | 101e                 |
| 88                   | Wout van Aert (BEL) (chrono)        | AB-13                |

| EF Education First EF1 | EF Education First EF1    | EF Education First EF1 |
| ---------------------- | ------------------------- | ---------------------- |
| Num                    | Coureur                   | Pos                    |
| 91                     | Rigoberto Urán (COL)      | 7e                     |
| 92                     | Alberto Bettiol (ITA)     | 69e                    |
| 93                     | Simon Clarke (AUS)        | 61e                    |
| 94                     | Tanel Kangert (EST)       | 27e                    |
| 95                     | Sebastian Langeveld (NED) | 155e                   |
| 96                     | Thomas Scully (NZL)       | 135e                   |
| 97                     | Tejay van Garderen (USA)  | NP-8                   |
| 98                     | Michael Woods (CAN)       | 32e                    |

| Mitchelton-Scott MTS | Mitchelton-Scott MTS                | Mitchelton-Scott MTS |
| -------------------- | ----------------------------------- | -------------------- |
| Num                  | Coureur                             | Pos                  |
| 101                  | Adam Yates (GBR)                    | 29e                  |
| 102                  | Luke Durbridge (AUS) (chrono)       | 109e                 |
| 103                  | Jack Haig (AUS)                     | 38e                  |
| 104                  | Michael Hepburn (AUS)               | 146e                 |
| 105                  | Daryl Impey (RSA) (route et chrono) | 72e                  |
| 106                  | Christopher Juul Jensen (DEN)       | 112e                 |
| 107                  | Matteo Trentin (ITA) (route)        | 52e                  |
| 108                  | Simon Yates (GBR)                   | 49e                  |

| CCC Team CCC | CCC Team CCC                 | CCC Team CCC |
| ------------ | ---------------------------- | ------------ |
| Num          | Coureur                      | Pos          |
| 111          | Greg Van Avermaet (BEL)      | 36e          |
| 112          | Patrick Bevin (NZL) (chrono) | NP-6         |
| 113          | Alessandro De Marchi (ITA)   | AB-9         |
| 114          | Simon Geschke (GER)          | 63e          |
| 115          | Serge Pauwels (BEL)          | 77e          |
| 116          | Joey Rosskopf (USA)          | 73e          |
| 117          | Michael Schär (SUI)          | 70e          |
| 118          | Łukasz Wiśniowski (POL)      | 127e         |

| UAE Team Emirates UAD | UAE Team Emirates UAD      | UAE Team Emirates UAD |
| --------------------- | -------------------------- | --------------------- |
| Num                   | Coureur                    | Pos                   |
| 121                   | Dan Martin (IRL)           | 18e                   |
| 122                   | Fabio Aru (ITA)            | 14e                   |
| 123                   | Sven Erik Bystrøm (NOR)    | 110e                  |
| 124                   | Rui Costa (POR)            | 53e                   |
| 125                   | Sergio Henao (COL)         | 47e                   |
| 126                   | Alexander Kristoff (NOR)   | 139e                  |
| 127                   | Vegard Stake Laengen (NOR) | 107e                  |
| 128                   | Jasper Philipsen (BEL)     | NP-12                 |

| Trek-Segafredo TFS | Trek-Segafredo TFS          | Trek-Segafredo TFS |
| ------------------ | --------------------------- | ------------------ |
| Num                | Coureur                     | Pos                |
| 131                | Richie Porte (AUS)          | 11e                |
| 132                | Julien Bernard (FRA)        | 30e                |
| 133                | Giulio Ciccone (ITA)        | 31e                |
| 134                | Koen de Kort (NED)          | 125e               |
| 135                | Fabio Felline (ITA)         | 65e                |
| 136                | Bauke Mollema (NED)         | 28e                |
| 137                | Toms Skujiņš (LAT) (chrono) | 81e                |
| 138                | Jasper Stuyven (BEL)        | 43e                |

| Team Sunweb SUN | Team Sunweb SUN            | Team Sunweb SUN |
| --------------- | -------------------------- | --------------- |
| Num             | Coureur                    | Pos             |
| 141             | Michael Matthews (AUS)     | 67e             |
| 142             | Nikias Arndt (GER)         | 116e            |
| 143             | Cees Bol (NED)             | NP-17           |
| 144             | Chad Haga (USA)            | 134e            |
| 145             | Lennard Kämna (GER)        | 40e             |
| 146             | Wilco Kelderman (NED)      | NP-16           |
| 147             | Søren Kragh Andersen (DEN) | NP-18           |
| 148             | Nicolas Roche (IRL)        | 45e             |

| Cofidis, Solutions Crédits COF | Cofidis, Solutions Crédits COF | Cofidis, Solutions Crédits COF |
| ------------------------------ | ------------------------------ | ------------------------------ |
| Num                            | Coureur                        | Pos                            |
| 151                            | Christophe Laporte (FRA)       | AB-8                           |
| 152                            | Natnael Berhane (ERI) (route)  | 86e                            |
| 153                            | Nicolas Edet (FRA)             | AB-6                           |
| 154                            | Jesús Herrada (ESP)            | 20e                            |
| 155                            | Anthony Perez (FRA)            | 87e                            |
| 156                            | Pierre-Luc Périchon (FRA)      | 57e                            |
| 157                            | Stéphane Rossetto (FRA)        | 100e                           |
| 158                            | Julien Simon (FRA)             | 108e                           |

| Lotto-Soudal LTS | Lotto-Soudal LTS      | Lotto-Soudal LTS |
| ---------------- | --------------------- | ---------------- |
| Num              | Coureur               | Pos              |
| 161              | Caleb Ewan (AUS)      | 132e             |
| 162              | Tiesj Benoot (BEL)    | 59e              |
| 163              | Jasper De Buyst (BEL) | 118e             |
| 164              | Thomas De Gendt (BEL) | 60e              |
| 165              | Jens Keukeleire (BEL) | 98e              |
| 166              | Roger Kluge (GER)     | 150e             |
| 167              | Maxime Monfort (BEL)  | 142e             |
| 168              | Tim Wellens (BEL)     | 94e              |

| Total Direct Énergie TDE | Total Direct Énergie TDE     | Total Direct Énergie TDE |
| ------------------------ | ---------------------------- | ------------------------ |
| Num                      | Coureur                      | Pos                      |
| 171                      | Lilian Calmejane (FRA)       | 106e                     |
| 172                      | Niccolò Bonifazio (ITA)      | 137e                     |
| 173                      | Fabien Grellier (FRA)        | 121e                     |
| 174                      | Paul Ourselin (FRA)          | 95e                      |
| 175                      | Romain Sicard (FRA)          | 80e                      |
| 176                      | Rein Taaramäe (EST) (chrono) | 66e                      |
| 177                      | Niki Terpstra (NED)          | AB-11                    |
| 178                      | Anthony Turgis (FRA)         | 131e                     |

| Katusha-Alpecin TKA | Katusha-Alpecin TKA           | Katusha-Alpecin TKA |
| ------------------- | ----------------------------- | ------------------- |
| Num                 | Coureur                       | Pos                 |
| 181                 | Ilnur Zakarin (RUS)           | 51e                 |
| 182                 | Jens Debusschere (BEL)        | 153e                |
| 183                 | Alex Dowsett (GBR) (chrono)   | 151e                |
| 184                 | José Gonçalves (POR) (chrono) | 128e                |
| 185                 | Marco Haller (AUT)            | 148e                |
| 186                 | Nils Politt (GER)             | 64e                 |
| 187                 | Mads Würtz Schmidt (DEN)      | 117e                |
| 188                 | Rick Zabel (GER)              | NP-11               |

| Wanty-Gobert WGG | Wanty-Gobert WGG           | Wanty-Gobert WGG |
| ---------------- | -------------------------- | ---------------- |
| Num              | Coureur                    | Pos              |
| 191              | Guillaume Martin (FRA)     | 12e              |
| 192              | Frederik Backaert (BEL)    | 120e             |
| 193              | Aimé De Gendt (BEL)        | 136e             |
| 194              | Odd Christian Eiking (NOR) | 111e             |
| 195              | Xandro Meurisse (BEL)      | 21e              |
| 196              | Yoann Offredo (FRA)        | 154e             |
| 197              | Andrea Pasqualon (ITA)     | 88e              |
| 198              | Kévin Van Melsen (BEL)     | 138e             |

| Dimension Data TDD | Dimension Data TDD                | Dimension Data TDD |
| ------------------ | --------------------------------- | ------------------ |
| Num                | Coureur                           | Pos                |
| 201                | Edvald Boasson Hagen (NOR)        | 76e                |
| 202                | Lars Bak (DEN)                    | 147e               |
| 203                | Steve Cummings (GBR)              | 129e               |
| 204                | Reinardt Janse van Rensburg (RSA) | 124e               |
| 205                | Benjamin King (USA)               | 62e                |
| 206                | Roman Kreuziger (CZE)             | 16e                |
| 207                | Giacomo Nizzolo (ITA)             | AB-12              |
| 208                | Michael Valgren (DEN)             | 75e                |

| Arkéa-Samsic PCB | Arkéa-Samsic PCB             | Arkéa-Samsic PCB |
| ---------------- | ---------------------------- | ---------------- |
| Num              | Coureur                      | Pos              |
| 211              | Warren Barguil (FRA) (route) | 10e              |
| 212              | Maxime Bouet (FRA)           | 74e              |
| 213              | Anthony Delaplace (FRA)      | 90e              |
| 214              | Élie Gesbert (FRA)           | 78e              |
| 215              | André Greipel (GER)          | 144e             |
| 216              | Kévin Ledanois (FRA)         | 103e             |
| 217              | Amaël Moinard (FRA)          | 92e              |
| 218              | Florian Vachon (FRA)         | 123e             |

## Coureurs par nationalité
| #     | Nationalité      | Au départ | À l'arrivée | Victoire d'étape                                   |
| ----- | ---------------- | --------- | ----------- | -------------------------------------------------- |
| 01    | France           | 34        | 32          | 3 (Julian Alaphilippe, Thibaut Pinot)              |
| 02    | Belgique         | 21        | 19          | 3 (Dylan Teuns, Thomas De Gendt, Wout van Aert)    |
| 03    | Italie           | 15        | 13          | 3 (Elia Viviani, Matteo Trentin, Vincenzo Nibali)  |
| 04    | Espagne          | 13        | 12          |                                                    |
| 05    | Allemagne        | 11        | 8           |                                                    |
| 0-    | Pays-Bas         | 11        | 8           | 3 (Mike Teunissen, Jumbo-Visma, Dylan Groenewegen) |
| 07    | Danemark         | 9         | 7           |                                                    |
| 08    | Australie        | 8         | 7           | 3 (Caleb Ewan)                                     |
| 09    | Norvège          | 6         | 6           |                                                    |
| 0-    | Royaume-Uni      | 6         | 5           | 2 (Simon Yates)                                    |
| 011   | États-Unis       | 4         | 3           |                                                    |
| 0-    | Colombie         | 4         | 4           | 1 (Nairo Quintana)                                 |
| 0-    | Suisse           | 4         | 4           |                                                    |
| 0-    | Autriche         | 4         | 3           |                                                    |
| 015   | Portugal         | 3         | 3           |                                                    |
| 0-    | Nouvelle-Zélande | 3         | 2           |                                                    |
| 017   | Canada           | 2         | 2           |                                                    |
| 0-    | Irlande          | 2         | 2           |                                                    |
| 0-    | Afrique du Sud   | 2         | 2           | 1 (Daryl Impey)                                    |
| 0-    | Slovénie         | 2         | 2           |                                                    |
| 0-    | Pologne          | 2         | 2           |                                                    |
| 0-    | Estonie          | 2         | 2           |                                                    |
| 023   | Kazakhstan       | 1         | 1           |                                                    |
| 0-    | Slovaquie        | 1         | 1           | 1 (Peter Sagan)                                    |
| 0-    | Tchéquie         | 1         | 1           |                                                    |
| 0-    | Costa Rica       | 1         | 1           |                                                    |
| 0-    | Argentine        | 1         | 1           |                                                    |
| 0-    | Russie           | 1         | 1           |                                                    |
| 0-    | Lettonie         | 1         | 1           |                                                    |
| 0-    | Érythrée         | 1         | 1           |                                                    |
| Total | Total            | 176       | 155         |                                                    |